# Kırşehir (tartomány)
Kırşehir tartomány Törökország középső részén, a Közép-anatóliai régióban helyezkedik el., székhelye: Kırşehir. Nevének jelentése: hatalmas, kietlen pusztaság (törökül: kırlık), s ebből alakult ki a Kırşehri név, később mostani elnevezés.
Szomszédos tartományok: dél-délnyugatról Aksaray, dél-délkeletről Nevşehir, északkelet-keletről Yozgat, északról Kırıkkale, nyugatról Ankara.

## Közigazgatás
7 körzetre (ilcse) oszlik: Akçakent, Akpınar, Boztepe, Çiçekdağı, Kaman, Kırşehir, Mucur.

## Földrajz

### Vízrajz
|  |

|  |

|  |

|  |

|  |

|  |

|  |

|  |

|  |

|  |

|  |

|  |

## Látnivalók
Kırşehir:
- Caca Bey Medrese-Cami 1272-ből, mely eredetileg csillagvizsgálónak, főiskolának épült,
- Aşik pasa 1272-1333 türbéje (síremlék), aki török szufista, népi költő volt,
- Lâleli (Tulipános)-dzsámi, az İlhanlı-dinasztia idejéből, mely eredetileg pénzverde vagy karavánszeráj volt.